# Adilbek Zhaksybekov
Adilbek Ryskeldiuly Zhaqsybekov (cazaque: Әділбек Рыскелдіұлы Жақсыбеков; Burli, 26 de julho de 1954) é um político cazaque. Ele serviu como Ministro da Defesa de seu país, durante o governo do então presidente Nursultan Nazarbayev; também ficou conhecido internacionalmente como prefeito da capital do Cazaquistão, Astana por duas ocasiões: de 10 de dezembro de 1997 a 1 de junho de 2003 e entre 22 de outubro de 2014 e 21 de junho de 2016. É, atualmente, o chefe do Ofício Executivo do Cazaquistão, desde agosto de 2016. Está filiado ao partido Nur Otan, de caráter autoritarista.
Zhaksybekov participou de inúmeras reuniões enquanto ministro a fim de atrelar relações diplomáticas; dentre elas, visitou Kiev, na Ucrânia; Moscou, na Rússia e Minsk, Bielorrússia. Em 4 de abril de 2004 realizou um discurso intitulado "A Estratégia de Desenvolvimento e de Inovação Industrial no Cazaquistão", em Washington, D.C., Estados Unidos.
Em 26 de março de 2004 Adilbek Zhaksybekov reuniu com o ministro da Informação Birzhan Kaneshev e Jean-Philippe Courtois, o CEO da Microsoft da Europa, Oriente Médio e África, em Astana. Eles assinaram um memorando de entendimento que definiu o apoio ao desenvolvimento da tecnologia da informação no país asiático. A Microsoft, dessa forma, concordou em auxiliar o governo a criar uma rede interna em Cazaquistão.
Dentre outros trabalhos na administração, o político cazaque foi presidente do Banco Islâmico de Desenvolvimento em 2003, apoiando projetos humanitários; também firmou o Acordo de Amizade de Astana-Moscou, com Yuri Luzhkov em 16 de maio de 2016 e foi responsável pela Federação de Futebol do Cazaquistão, facilitando, inclusive, sua campanha à sede da Copa do Mundo FIFA de 2026.
Na vida pessoal, Adilbek Zhaksybekov é casado com a cazaque Lazzat Ibragimova, é formado pela Universidade de Nursultan e recebeu em 15 de julho de 2015 uma condecoração da Organização Mundial do Comércio (OMC) pela discussão acerca do comércio asiático e da adesão do Cazaquistão à economia mundial.